# Aleksandr Michajlovič Samokutjaev
Aleksandr Michajlovič “Sasha” Samokutjaev (in russo Алекса́ндр Миха́йлович Самокутя́ев?; Penza, 13 marzo 1970) è un cosmonauta russo.

## Studi e carriera
Samokutjaev si è diplomato nel 1992 nella Chernigov Air Force Pilot School come pilota e successivamente nel 2000 nella Gagarin Air Force Academy. Ha volato su diversi velivoli come pilota, accumulando oltre 680 ore di volo e eseguendo oltre 250 salti con il paracadute. Dopo aver lavorato per diversi anni al Centro di addestramento cosmonauti Jurij Gagarin, nel 2003 viene selezionato come candidato cosmonauta. Tra giugno 2003 a giugno 2005 si è addestrato nell'addestramento di base del volo spaziale, diventando ufficialmente cosmonauta nel luglio del 2005. Nel 2008 Samokutjaev è stato assegnato all'equipaggio di backup per l'Expedition 23/24, come comandante della navicella Sojuz e ingegnere di volo della Stazione Spaziale.
Ha effettuato il lancio per la sua prima missione spaziale il 4 aprile 2011, come comandante della Sojuz TMA-21, diretta alla Stazione Spaziale Internazionale, dov'è arrivato il 7 aprile con i colleghi Andrei Borisenko e Ronald Garan per partecipare alle Expedition 27 e 28. Durante l'Expedition 28, il 3 agosto, Samokutjaev ha eseguito la sua prima attività extraveicolare (Rus EVA #28) insieme al cosmonauta Sergej Volkov, lavorando fuori dalla Stazione per 6 ore e 23 minuti. Il 16 settembre 2011, dopo 164 giorni nello spazio, Samokutjaev si è sganciato dalla ISS per atterrare sulla Terra lo stesso giorno, all'1:59 italiane, nel Kazakistan.
Nel settembre 2014, Samokutjaev è tornato sulla ISS a bordo della navicella Sojuz TMA-14M, ancora una volta comandata da lui, con la collega russa Elena Serova e il collega americano Barry Wilmore per l'Expedition 41/42.
Dopo aver svolto per 167 giorni ricerche e esperimenti scientifici di vario genere nello spazio, compresa un'attività extraveicolare con il collega russo Maksim Suraev il 22 ottobre (Rus EVA #40), è tornato sulla Terra alla fine dell'Expedition 42, il 12 marzo 2015.
Samokutjaev ha accumulato 311 giorni nello spazio e poco più di 10 ore di attività extraveicolare.